# Bogserbåten Vilja
Bogserbåten Vilja är en isbrytande bogserbåt av ASD-typ (Azimuth Stern Drive) för Luleå hamn. Den är 36 meter lång, har ett hybridmaskineri och ett pollaredrag på 85 ton, 100 ton med elektriskt tillskott.
Vilja ritades av kanadensiska Robert Allan Ltd. i Vancouver och byggdes 2019 på Astilleros Gondán i Puerto de Figueras i Castropol i Asturien i Spanien.